# 塔拉西夫卡 (圖利欽區)
48°44′9″N 28°50′48″E / 48.73583°N 28.84667°E
塔拉西夫卡（烏克蘭語：Тарасівка）是位於烏克蘭西南部文尼察州圖利欽區的村莊，始建於1650年，面積39.23平方公里，海拔高度229米，2001年人口866，人口密度每平方公里22.07人。